# Concert per a violoncel núm. 1 (Xostakóvitx)
El Concert per a violoncel i orquestra núm. 1 en mi bemoll major, op. 107, el va compondre Dmitri Xostakóvitx l'estiu de 1959. Es va estrenar el 4 d'octubre de 1959 amb l'Orquestra Estatal Filharmònica de Leningrad (avui Sant Petersburg), dirigida per Ievgueni Mravinski i interpretat pel violoncel·lista Mstislav Rostropóvitx, que va ser el seu alumne i un bon amic i a qui li va dedicar. Té una durada aproximada de 29 minuts.

## Creació i estrena
El concert es va crear en un moment en què el llegat de la burocràcia cultural de Ióssif Stalin s'estava superant lentament durant el període de desglaç. Sota Stalin, parts importants de les composicions de Xostakóvitx es consideraven "estrangeres i formalistes". El concert es considera part de la interpretació musical de Xostakóvitx amb Stalin. Fins aleshores, Xostakóvitx no havia compost res important per a violoncel, a part d'una peça primerenca composta el 1924 i la coneguda sonata de 1934.
En una entrevista amb Sovetskaya kultura (6 de juny de 1959), Xostakóvitx va declarar que per escriure aquest concert es va inspirar en la Simfonia concertant per a violoncel, op. 125 de Serguei Prokófiev.

## Estructura
El concert per a violoncel, que comença amb una variació del motiu autobiogràfic DSCH i s'hi fa referència repetidament, prospera amb ritmes frescos als quals les mètriques canviants s'adapten amb flexibilitat, però que de vegades també van més enllà de la mètrica. El flux de la música sorgeix dels molts canvis d'èmfasi.
Els moviments impulsors i l'exuberància de ball del primer i tercer moviment contrasten amb la malenconia del segon moviment. D'aquesta manera es desenvolupen dos temes cantables, als quals torna a fer referència el tercer moviment. Un ritme de sarabanda i melodies folklòriques senzilles amb sons com d'orguenet i flageolet al violoncel donen a aquest moviment la intensitat commovedora que és pròpia de les altres obres de Xostakóvitx. El seu efecte es basa, entre altres coses, en el fet que l'instrument solista toca les notes agudes en comparació amb les cordes agudes utilitzant el flageolet. El tercer moviment és una cadenza o "monòleg" per al violoncel sol.
El moviment final sense alè es caracteritza per un virtuosisme brillant. Torna al motiu principal del primer moviment. També cita la cançó preferida de Stalin, "Suliko".
Similar al seu Primer Concert per a piano, la part solista s'acompanya d'un altre instrument, en aquest cas una trompa, amb diverses parts solistes. Les timbales també tenen un paper especial en el concert, fent de contrapartida a la veu del violoncel, creant repetidament trencaments en la progressió melòdica i rítmica i, en combinació amb el cromatisme del quart moviment, prenent un caràcter amenaçador.

### Moviments
1. Allegretto
2. Moderato
3. Cadenza
4. Allegro con moto

### Instrumentació
La formació de l'orquestra consta d'un flautí i dues flautes, dos oboès, dos clarinets en si bemoll, dos fagots, trompa en fa, timbals, celesta i la secció de corda (primers i segons violins, violes, violoncels i contrabaix).

## Divers
En el tercer moviment (Allegretto) del quartet de corda núm. 8, fortament autobiogràfic i més conegut de Xostakóvitx, s'escolta diverses vegades el motiu principal del concert per a violoncel.